# Calle 161 (estación)
La estación sencilla Calle 161 hace parte del sistema de transporte masivo de Bogotá llamado TransMilenio inaugurado en el año 2000.

## Ubicación
La estación está ubicada en el norte de la ciudad, más específicamente en la Autopista Norte entre calles 159A y 163. Se accede a ella a través de un puente peatonal ubicado sobre la Calle 161 . Atiende la demanda de los barrios Estrella del Norte, Las Orquídeas, Cantagallo y sus alrededores.
En las cercanías están El Carmel Club, la zona industrial de Toberín, el Parque Estrella del Norte, las ópticas ABC, el eje vial de la Calle 161 o Avenida Las Orquídeas y la Fundación Cardio Infantil.

## Origen del nombre
Antiguamente, la estación recibió el nombre «Cardio Infantil» por la Fundación Cardio Infantil localizada a 1,6 kilómetros de la estación. Sin embargo, en el 2019 cambió su nombre a «Calle 161» por la calle que se encuentra al costado norte.

## Historia
A comienzos del año 2001, después de ser inaugurado el Portal Usme, se puso en funcionamiento la troncal de la Autopista Norte incluyendo la estación Calle 161. Meses después fue inaugurado el Portal Norte.
En la noche del 9 de abril de 2013, se registraron los ataque contra esta estación del sistema. En esa ocasión fueron destruidas, a punta de pistolas de balines, las estaciones Calle 100, Calle 106, Prado, Alcalá, Calle 142, Calle 146, Mazurén, Calle 161, Calle 187, y Terminal con Autopista Norte, donde dejaron $22 millones de pesos en pérdidas.

## Servicios de la estación

### Servicios troncales
| Tipo                                            | Rutas al Norte | Rutas al Sur |
| ----------------------------------------------- | -------------- | ------------ |
| Ruta fácil                                      | 8              | 8            |
| Expresos lunes a sábado todo el día             | B13 B28        | F28 H13      |
| Expresos lunes a viernes hora pico de la mañana | B55            |              |
| Expresos lunes a viernes hora pico de la tarde  |                | D55          |
| Rutas que inician el recorrido en la estación   |                |              |
| Expresos lunes a viernes hora pico de la tarde  |                | C50          |
| Rutas que finalizan el recorrido en la estación |                |              |
| Expresos lunes a viernes hora pico de la mañana | B50            |              |

### Esquema
Esta estación no permite cambio entre buses hacia el sur y buses hacia el norte.
| ← Norte |         |           |         |         |
|         |         | Calle 161 | 8B13B50 | B28B55  |
| Vagón 4 | Vagón 3 | Puente    | Vagón 2 | Vagón 1 |
| F28C50  | 8D55H13 | Calle 161 |         |         |
| Sur →   |         |           |         |         |

### Servicios urbanos
Así mismo funcionan las siguientes rutas urbanas del SITP en los costados externos a la estación, circulando por los carriles de tráfico mixto sobre la Autopista Norte, con posibilidad de trasbordo usando la tarjeta TuLlave:
| Código | Sector                     | Dirección           | Rutas     |
| ------ | -------------------------- | ------------------- | --------- |
| 546A01 | B Estación Cardio Infantil | Auto Norte - CL 161 | 19-9 Z8   |
| 301A02 | C Estación Cardio Infantil | Auto Norte - CL 161 | Sin rutas |

## Ubicación geográfica
| Noroeste: Suba | Norte: B Toberín - Foundever | Nordeste: Usaquén |
| Oeste: Suba    |                              | Este: Usaquén     |
| Suroeste: Suba | Sur: B Mazurén               | Sureste: Usaquén  |